# Gare de Bollwiller
La gare de Bollwiller est une gare ferroviaire française située sur le territoire de la commune de Bollwiller, dans le département du Haut-Rhin, en région Grand Est.
Elle est mise en service en 1841 par la Compagnie du chemin de fer de Strasbourg à Bâle. 
C'est une gare voyageurs de la Société nationale des chemins de fer français (SNCF), du réseau TER Grand Est, desservie par des trains express régionaux.

## Situation ferroviaire
Établie à 240 mètres d'altitude, la gare de Bollwiller est située au point kilométrique (PK) 90,992 de la ligne de Strasbourg-Ville à Saint-Louis entre les gares de Raedersheim et de Staffelfelden.
Gare de bifurcation, elle constitue l'origine, au PK 0,000, de la ligne de Bollwiller à Lautenbach actuellement inexploitée et partiellement déclassée. Elle était également l'aboutissement, au PK 34,6, de la ligne de Colmar-Sud à Bollwiller via Ensisheim également inexploitée et partiellement déclassée.
Enfin elle est aussi l'origine d'un embranchement desservant le puits Rodolphe et l'écomusée d'Alsace.

## Histoire
La « station de Bollwiller » est mise en service le 15 août 1841 par la Compagnie du chemin de fer de Strasbourg à Bâle, lorsqu'elle ouvre à l'exploitation la section de Colmar à Mulhouse. Elle est établie sur le territoire du ban communal de Bollwiller, qui compte 1 446 habitants, des omnibus attendent les voyageurs pour les conduire à Soultz ou Guebwiller. Du 15 août 1841 au 31 mai 1842 la station de Bollwiller délivre des billets à 23 573 voyageurs pour une recette de 37 558,70 francs, auquel s'ajoute 225,35 francs pour le service des bagages et marchandises.
Le 20 avril 1854, la Compagnie des chemins de fer de l'Est succède à la Compagnie du chemin de fer de Strasbourg à Bâle. Le bâtiment voyageurs de la gare est agrandi en 1861 et une halle à marchandises est construite à proximité. En 1862, on envisage la construction d'une ligne de chemin de fer reliant Belfort à Guebwiller et passant par Bollwiller. Cette ligne, qui devait desservir les vallées vosgiennes de la Doller, de la Lauch et de la Thur tout en évitant Mulhouse, ne fut finalement jamais construite dans son intégralité. La ligne vers Guebwiller est mise en service en février 1870. Elle est prolongée jusqu'à Lautenbach en décembre 1884. En 1871, la gare entre dans le réseau de la Direction générale impériale des chemins de fer d'Alsace-Lorraine (EL) à la suite de la défaite française lors de la guerre franco-allemande de 1870 (et le traité de Francfort qui s'ensuivit). La gare est à nouveau agrandie en 1897.
La ligne de Colmar à Bollwiller via Ensisheim, à voie métrique, est ouverte le 24 octobre 1901. L'exploitation de la potasse, à partir de 1905, fait considérablement augmenter le trafic ferroviaire. De nombreux mineurs transitent par la gare qui est également reliée au réseau des Mines de potasse d'Alsace. La ligne de Colmar à Bollwiller via Ensisheim est mise à voie normale en 1916. Le 19 juin 1919, la gare entre dans le réseau de l'Administration des chemins de fer d'Alsace et de Lorraine (AL), à la suite de la victoire française lors de la Première Guerre mondiale.
Le 1er janvier 1938, la SNCF devient concessionnaire des installations ferroviaires de Bollwiller. Cependant, après l'annexion allemande de l'Alsace-Lorraine, c'est la Deutsche Reichsbahn qui gère la gare pendant la Seconde Guerre mondiale, du 1er juillet 1940 jusqu'à la Libération (en 1944 – 1945). Le service voyageurs en direction d'Ensisheim et de Colmar-Sud est fermé le 31 décembre 1945. Bollwiller comportait également un dépôt-relais secondaire. En 1946, les mines de potasse se dotent d'autobus pour le ramassage des ouvriers faisant ainsi perdre de l'importance à la gare.
Une partie de la marquise est démontée en 1963 tandis que le buffet de la gare ferme en 1966. Le service voyageurs en direction de Guebwiller et de Lautenbach est fermé le 17 mars 1969. Un nouveau bâtiment voyageurs est construit à côté de l'ancienne gare en 1984. Ce nouveau bâtiment est d'une architecture similaire à ceux des gares de Rouffach et de Kogenheim. En 1986, l'ancien bâtiment voyageurs, datant de 1841, est démonté et les pierres numérotées. Il a été reconstruit en 2000 à l'écomusée d'Alsace.
En 2004, un projet de liaison ferroviaire entre la gare de Bollwiller, le puits Rodolphe et l'écomusée voit le jour. Cette ligne touristique utiliserait l'ancien embranchement des Mines de potasse d'Alsace. Le poste d'aiguillage de Bollwiller est automatisé en 2015 dans le cadre de la mise en service de la « télécommande de la plaine d'Alsace ».
En 2022, selon les estimations de la SNCF, la fréquentation annuelle de la gare est de 303 384 voyageurs, ce nombre s'étant élevé à 232 620 en 2021.
La ligne vers Guebwiller devrait être prochainement[Quand ?] rouverte aux voyageurs, après rénovation.

## Fréquentation
De 2015 à 2024, selon les estimations de la SNCF, la fréquentation annuelle de la gare s'élève aux nombres indiqués dans le tableau ci-dessous.
| Année                      | 2015    | 2016    | 2017    | 2018    | 2019    | 2020    | 2021    | 2022    | 2023    | 2024    |
| -------------------------- | ------- | ------- | ------- | ------- | ------- | ------- | ------- | ------- | ------- | ------- |
| Voyageurs                  | 258 783 | 257 549 | 260 987 | 259 569 | 298 568 | 204 231 | 232 620 | 303 384 | 367 349 | 396 239 |
| Voyageurs et non voyageurs | 323 479 | 321 937 | 326 234 | 324 461 | 373 210 | 255 288 | 290 775 | 379 230 | 459 186 | 495 298 |

## Service des voyageurs

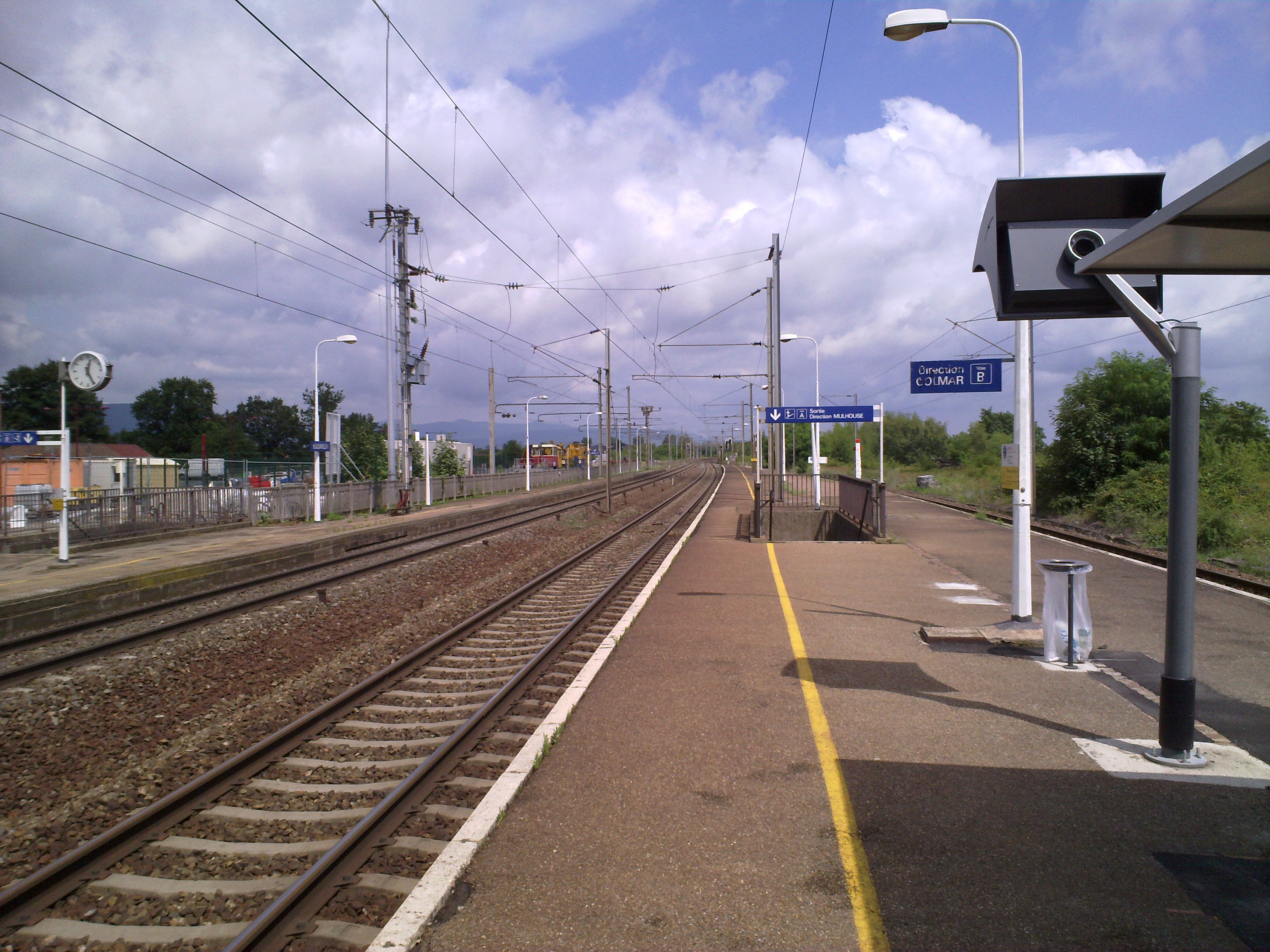
Vue depuis le quai en direction de Strasbourg.

### Accueil
Halte SNCF, c'est un point d'arrêt non géré (PANG) à entrée libre. Elle est équipée d'automates pour l'achat de titres de transport.

### Desserte
La gare est desservie par les trains TER Grand Est de la relation Strasbourg - Colmar - Mulhouse-Ville, et occasionnellement (en heures creuses : en semaine tôt le matin et les dimanches & jours fériés) par les trains du service TER 200 (relation de Strasbourg à Bâle CFF ou Mulhouse-Ville).
L'essentiel du service en semaine s'effectue de Colmar à Mulhouse-Ville, avec la mise en place en journée du cadencement depuis décembre 2011.

### Intermodalité
Un parc pour les vélos et un parking pour les véhicules sont aménagés.
La gare est desservie par les autobus de la ligne 54 du réseau de bus de l'agglomération de Mulhouse exploité par Soléa, ainsi que par la ligne 454 de Fluo Grand Est.

## Sources
- [PDF] L'ancienne gare de Bollwiller, Marc Grodwohl.
- Le train fantôme de l'écomusée d'Alsace, Marc Grodwohl.